# André Nelis
André Nelis, född 29 oktober 1935 i Borgerhout, död 9 december 2012 i Antwerpen, var en belgisk seglare.
Nelis blev olympisk silvermedaljör i segling vid sommarspelen 1956 i Melbourne.